# 앨런 알다
앨런 알다(Alan Alda, 1936년 1월 28일 ~ )는 미국의 배우 및 영화 감독이다.

## 출연 작품
- 《범죄와 비행》 (1989)
- 《맨해튼 미스터리》 (1993)
- 《왓 위민 원트》 (2001)
- 《타워 하이스트》 (2011) - 아서 쇼 역
- 《원더러스트》 (2012) - 카빈 역
- 《스파이 브릿지》 (2015) - 토마스 워터스 주니어 역
- 《롱기스트 라이드》 (2015) - 아이라 레빈슨 역
- 《더 엠퍼러스 뉴이스트 클로즈》 (2018) - 내레이션 역
- 《결혼 이야기》 (2019) - 버트 역